# Любен Каравелов
Любен Каравелов (болг. Любен Каравелов); 1834 або 1835, Копривштиця — 21 січня 1879, Русе) — національний герой Болгарії, перший професійний болгарський письменник, поет, публіцист, журналіст та етнограф. Один з «чотирьох великих» (болг. четеримата големи) Болгарського руху звільнення від османів (Болгарської революції), куди відносять ще Васила Левски, Христо Ботева, Георги Раковски.
Професійний революціонер, який боровся у XIX столітті проти Османської імперії за звільнення Болгарії та створення самостійної болгарської держави.

## Життєпис
Народився в багатодітній родині Стойчо Каравела (мав чотири брати і три сестри). Навчався у Першій болгарській школі Найдена Герова у Копривштиці та Пловдиві, згодом мандрував із батьком у купецьких справах по всій Османській імперії, де постійно контактував із представниками болгарських громад. 1856 року він потрапив до Стамбула, де мав би займатися розвитком батьківської купецької справи. Але натомість його захопила політика та події Кримської війни, в якій брала участь Російська імперія. У ці часи в ньому ствердився москвофільський дух, який спонукав не тільки його, але й багатьох інших молодих болгар з Османської імперії відверто вербуватися у російську армію. Проте прибувши 1857 року до Одеси, Каравелов відкинув військову кар'єру та став вільним слухачем історико-філологічного факультету Московського університету — його вабила література та слов'янські мови. Тут же влився до кіл болгарської еміграції, яка захоплювалася лівацькими ідеями московитської інтелігенції. Зрештою, 1859 року його взяли під поліцейський нагляд, але це не завадило йому брати участь у студентських страйках 1861 року.
У цей же час Каравелов захопився творчістю українських класиків — Шевченка, Гоголя, Марка Вовчка. У творі «Болгари старого часу», до речі, згадував Київ, при чому чітко відрізняв українців від росіян (москалів) — у період кінця 1850-тих років відчувалося, що Каравелов помітно відходить від офіційного «російського патріотизму» і дрейфує у бік співпраці із ранньомодерними націоналістичними рухами слов'янських народів, зокрема українським. По суті, Любен Каравелов став засновником особливого політичного напрямку, який не знайшов розвитку в офіційній болгарській політиці — співпраця з антиросійськими рухами центральної Європи, без орієнтації на Німеччину.
На початку 1860-тих років Каравелову вдалося стати професійним колумністом таких солідних видань як Наше время, Московские ведомости, Русская речь.
Після замаху на царя Олександра ІІ, він по суті втік до Сербії, міста Белград. Тут працював вільним журналістом кількох московських видань, але потрапив у поле зору таємної поліції за критику влади Сербського князівства. 1869 року остаточно перебрався до Румунії, де почав самостійну редакторську кар'єру: редагував газету Свобода (1869—1873), де автором був, між іншим, Христо Ботев (1872—1873 роки). Пізніше вони вдвох редагували газету Независимост (1873—1874).
У Румунії політичні погляди Каравелова максимально радикалізувалися. Він став на шлях професійного революціонера, який ставив перед собою ніби утопічне завдання: створення на Балканах модерної Болгарської держави. Любен Каравелов очолив після Георги Раковски Болгарський революційний центральний комітет (БРЦК), який вербував болгар на території Румунії та Російської імперії. Однак після трагічної загибелі Васила Левського, яка відбулася на території Османської імперії, змінив свої погляди і зосередився на просвітницькій ниві: видавав журнал Знание, готував науково-популярні книжки й збірки.

## Твори

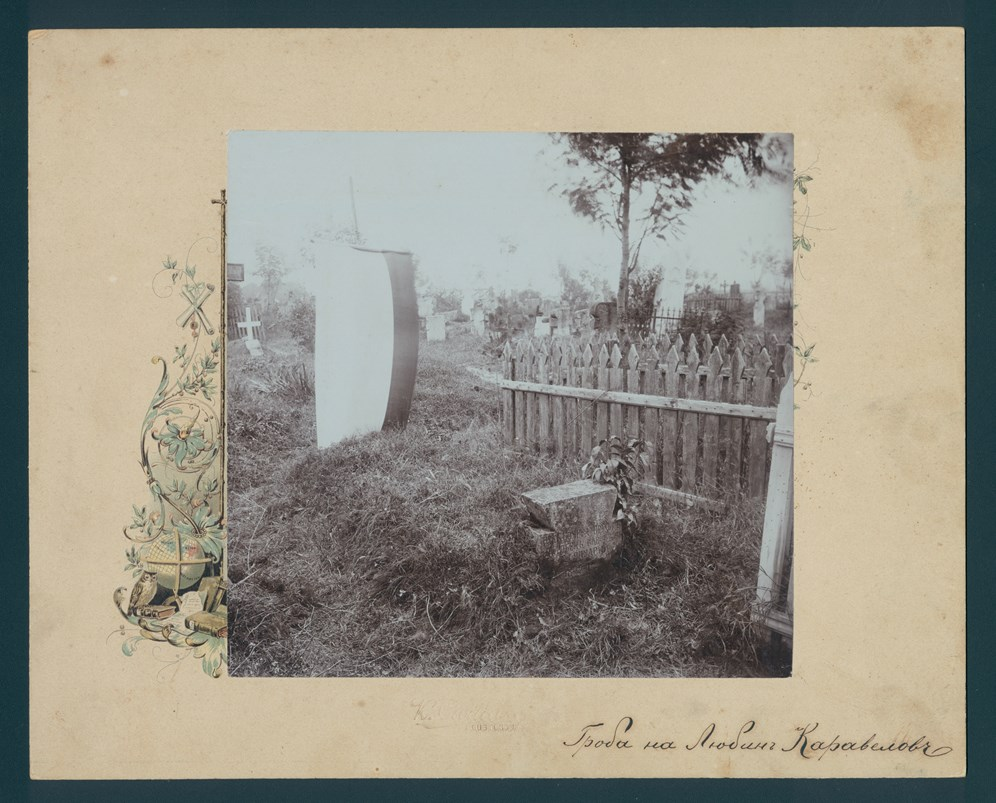
Надгробок на могилі Каравелова в Русе

- (1857—1867) Москва — російською Памятники народного быта болгар (1861), Страницы из книги страдании болгарского племени. Повести и рассказы (1868), Българи от старо време (1867).
- (1868—1869) Белград — сербською мовою Крива ли е съдбата, Сок" і Наказал я Бог.
- (Після 1869) Бухарест — болгарською мовою Три картини из българския живот (Маминото детенце, Прогресист і Извънреден родолюбец), повісті Хаджи Ничо і Децата не приличат на бащите си.

## Останні дні
Помер у місті Русе 1879 року від сухот — невитребуваний новою державною номенклатурою Болгарського князівства, чужий для родини, якій приніс багато проблем своєю бурхливою діяльністю за кордоном.